# Вита-Пресс
«Вита-Пресс» — российское специализированное издательство детской художественной и учебной литературы. Выпускает художественную литературу и учебники, а также литературу по экономике и финансовой грамотности.
Серии, выпускаемые издательством.
- Школа креативного мышления,
- Финансовая грамотность,
- Экономика,
- Начальная школа,
- Дошкольное образование

На веб-сайте также проводятся вебинары «Философия для детей», «Преподавание экономики в школе», «Развитие креативности у детей в школе», «Финансовая грамотность для дошкольников»
УМК по Системе развивающего обучения Д. Б. Эльконина — В. В. Давыдова выпускаются издательством Вита-Пресс.
Также издательством Вита-Пресс был издан учебник по страхованию. В 2001 году был издан учебник по правам человека для учащихся первого класса.
В написании книг наряду с профессиональными преподавателями-экономистами участвуют также сотрудники Росгосстраха, налоговой службы и налоговой полиции.

## Награды
Учебно-методический комплекс «Экономика. Economics. 10—11 класс» А.П. Киреева, выпущенный издательством, признан победителем в номинации «Учебник XXI века» X Национального конкурса «Книга года» в 2008 году.
Учебник «Основы правовых знаний» для 8—9-х классов стал победителем конкурса учебников нового поколения, проводившегося Минобразования и Национальным фондом подготовки кадров.

## Рецензии
Суворова Н. Современные технологии, активные методы. Учительская газета.

## Известные авторы
- Липсиц, Игорь Владимирович,
- Автономов, Владимир Сергеевич,
- Любимов, Лев Львович.